# Poseidon (serie de televisión)
Poseidon (en hangul, 포세이돈; romanización revisada, Poseidon)  es una serie de televisión surcoreana de acción emitida durante 2011 y protagonizada por Choi Siwon, Lee Si Young, Lee Sung-jae, Han Jung Soo, Jung Woon Taek y Kil Yong Woo.
Fue trasmitida por KBS 2TV desde el 19 de septiembre hasta el 8 de noviembre de 2011, con una longitud de 16 episodios emitidos cada lunes y martes a las 21:55 (KST).

## Argumento
En todo el mundo un sindicato criminal existe y es conocido como Heugsahoe. Su jefe es Choi Hee gon. En 2008, el líder del Equipo de Investigación de Inteligencia de la Policía Marítima, Kwon Jung-ryool (Lee Sung-jae), forma un equipo secreto de investigación para capturar jefe del crimen Choi Hee Gon. Como Jung Ryool se acerca más y más cerca de capturar a Choi Hee Gon, la esposa de Jung Ryool, Min Jung de pronto desaparece. Su cadáver es arrojado después al frente de Jung Ryool. Poco después, otros miembros de la familia que participan en la operación encubierta son asesinados.
Sun Woo (Choi Siwon) se hace pasar por órdenes de Jung Ryool. Sun Woo no puede detener la misión, a pesar de que hay continuas amenazas contra su vida. Pronto, una mujer policía que investiga con Sun Woo es asesinada. Está claro que el asesinato de la mujer fue cometido por el jefe del crimen Choi Hee Gon, pero falta la evidencia para su detención. Finalizando con el abandono a la operación encubierta.
3 años más tarde, Jung Ryool parece obsesionado con su trabajo, tratando de olvidar la culpa que siente por la muerte de su esposa. Con la ayuda de Hyun Hye Jung (Jin Hee Kyung) y el director de la policía marítima, forma otro equipo especial de investigación. Para evitar la atención de los demás dentro de la policía y la delincuencia jefe marítima Choi Hee Gon, el equipo de investigación especial se disfraza como el equipo #9 de investigación que se encarga de casos sin resolver.
Sun Woo ha sido degradado a la oficina de la policía marítima país en la ciudad de Gunsan. Allí, Sun Woo inicia una organización de tráfico de ilegales y se escapa con sus mercancías de contrabando. Sun Woo ahora se convierte en un fugitivo. Esto fue parte inicial de Jung Ryool y con Sun Woo poder atrapar a Choi Hee Gon.
Ellos tienen la esperanza de pasar por uno de los intermediarios Jung Deok Soo, apodado Popeye. Sun Woo se acerca Popeye con sus bienes robados, pero Popeye se entera de la verdad. Por suerte, Sun Woo se encuentra seguro con la ayuda de jefe de equipo táctico Kang Eun Chul (Yunho), su excolega.
Sun Woo ahora se une al equipo de investigación #9. Sun Woo también se interesa por el cabo Soo Yoon (Lee Si Young). Mientras tanto, Popeye secuestra Kang Eun Chul (Yunho) y la situación trae recuerdos del oficial asesinado la policía varios años antes.

## Reparto

### Personajes principales
- Choi Siwon como Kim Sun Woo.
- Lee Sung-jae como Kwon Jung-ryool.
- Lee Si Young como Lee Soo Yoon.

### Personajes secundarios
- Han Jung Soo como Oh Min Hyuk.
- Jung Woon Taek como Lee Choong Shik.
- Jang Dong Jik como Kang Joo Min.
- U-Know Yunho como Kang Eun Chul.
- Jin Hee Kyung como Hyun Hye Jung.
- Lee Byung Joon como Goo Seo Jang.
- Son Jong Bum como Capitán Oh.
- Park Sung Kwang como Kim Dae Sung.
- Lee Sang Hoon como Lee Won Tak.
- Lee Joo Shil como Cha Myung Joo.
- Kim Soo Hyun como Kwon Ha Na.
- Jeon Mi Seon como Park Min Jung.
- Park Won Sook como Uhm Hee Sook.
- Kil Yong Woo como Oh Yong Gap.
- Lim Ki Hyuk como Kim Sang Soo.
- Kim Tae Hyung como Woo Hyun Tae.
- Kim Yoon Seo como Hong Ji Ah.
- Kim Joon Bae como Jung Deok Soo.
- Jang Won Young como Ahn Dong Chool.
- Lee Dong Shin como Kwon Chang Bum.
- Choi Jung Woo como Han Sang Goon.
- Lee Han Sol como Chang Gil.
- Jung Ho Bin como Jung Do Young.
- Jang Yong como Yoo Young Gook.
- Choi Ran como Young Ran.
- Kim Sun Kyung como Go Na Kyung.
- Im Seung Dae como Kim Joo Hyung.
- Moon Jun Young como Cha Hyun Seung.
- Cha Ki Joo como Moo Young.
- Kim Seung Pil como Empleado de seguridad.
- Bae Jin Sub como Moon Seung Chan.
- Jung Joo Ri.

## Producción
Originalmente la serie estaba fijada para ser emitida por SBS para el primer semestre de 2011, protagonizada por Eric Mun y Kim Ok Bin, sin embargo las grabaciones cesaron momentáneamente durante el Bombardeo de Yeonpyeong y cuando se decidió reanudarlas tras un largo tiempo, la productora Annex Telecom decidió traspasarla a KBS, pero Eric Mun y Ok Bin ya habían dejado la producción, por lo que las filmaciones se reanudaron con Choi Siwon y Lee Si Young como protagonistas.

## Recepción

### Audiencia
En Azul la audiencia más baja y en rojo la más alta, correspondientes a las empresas medidoras TNms y AGB Nielsen.
| Ep. #    | Fecha original de emisión | Share        | Share        | Share       | Share       |
| Ep. #    | Fecha original de emisión | TNmS Ratings | TNmS Ratings | AGB Nielsen | AGB Nielsen |
| Ep. #    | Fecha original de emisión | Nacional     | Seúl         | Nacional    | Seúl        |
| -------- | ------------------------- | ------------ | ------------ | ----------- | ----------- |
| 1        | 19 de septiembre de 2011  | 7.6 %        | 8.6 %        | 6.8 %       | 7.4 %       |
| 2        | 20 de septiembre de 2011  | 6.6 %        | 7.4 %        | 7.1 %       | 8.1 %       |
| 3        | 26 de septiembre de 2011  | 7.0 %        | 8.0 %        | 6.4 %       | 7.8 %       |
| 4        | 27 de septiembre de 2011  | 6.2 %        | 7.5 %        | 6.3 %       | 7.3 %       |
| 5        | 3 de octubre de 2011      | 5.0 %        | 6.6 %        | 7.4 %       | 8.5 %       |
| 6        | 4 de octubre de 2011      | 6.4 %        | 7.6 %        | 5.8 %       | 6.3 %       |
| 7        | 10 de octubre de 2011     | 5.6 %        | 6.7 %        | 6.6 %       | 7.5 %       |
| 8        | 11 de octubre de 2011     | 9.2 %        | 9.6 %        | 8.5 %       | 9.4 %       |
| 9        | 17 de octubre de 2011     | 9.2 %        | 9.2 %        | 7.9 %       | 8.1 %       |
| 10       | 18 de octubre de 2011     | 8.3 %        | 9.3 %        | 7.4 %       | 8.7 %       |
| 11       | 24 de octubre de 2011     | 9.3 %        | 10.0 %       | 7.1 %       | 8.7 %       |
| 12       | 25 de octubre de 2011     | 9.2 %        | 8.8 %        | 7.3 %       | 7.5 %       |
| 13       | 31 de octubre de 2011     | 8.4 %        | 9.7 %        | 7.3 %       | 7.7 %       |
| 14       | 1 de noviembre de 2011    | 9.4 %        | 9.2 %        | 7.7 %       | 8.4 %       |
| 15       | 7 de noviembre de 2011    | 8.4 %        | 9.3 %        | 8.2 %       | 9.6 %       |
| 16       | 8 de noviembre de 2011    | 10.3 %       | 11.5 %       | 8.9 %       | 9.0 %       |
| Promedio | Promedio                  | 7.9 %        | 8.7 %        | 7.3 %       | 8.1 %       |

## Premios y nominaciones
| Año  | Categoría                                  | Premio            | Nominado     | Resultado |
| ---- | ------------------------------------------ | ----------------- | ------------ | --------- |
| 2011 | Premio a la excelencia, actor en miniserie | Premios KBS Drama | Lee Sung-jae | Nominado  |